# Wawa 250
Das Wawa 250 ist das zweite Autorennen der Saison der NASCAR Xfinity Series auf dem Daytona International Speedway. Es findet am Abend vor dem Coke Zero 400, dem zweiten Saisonrennen des Sprint Cup, statt und wird seit der Saison 2002 ausgetragen. Das andere Rennen der Serie in Daytona ist das Camping World 300.

## Sieger
| Jahr                                     | Datum    | Fahrer                | Hersteller | Preisgeld (USD) | Distanz (Meilen) | Renndurchschnitt (mph) |
| ---------------------------------------- | -------- | --------------------- | ---------- | --------------- | ---------------- | ---------------------- |
| Stacker 2/GNC Live Well 250              |          |                       |            |                 |                  |                        |
| 2002                                     | 5. Juli  | Joe Nemechek          | Pontiac    | $ 83.825        | 250              | 125,892                |
| Winn-Dixie 250                           |          |                       |            |                 |                  |                        |
| 2003                                     | 4. Juli  | Dale Earnhardt junior | Chevrolet  | $ 72.725        | 250              | 153,715                |
| Winn-Dixie 250 Presented by PepsiCo      |          |                       |            |                 |                  |                        |
| 2004                                     | 2. Juli  | Mike Wallace          | Ford       | $ 101.305       | 250              | 135,014                |
| 2005                                     | 1. Juli  | Martin Truex junior   | Chevrolet  | $ 105.496       | 260              | 140,141                |
| 2006                                     | 30. Juni | Dale Earnhardt junior | Chevrolet  | $ 84.200        | 257,5            | 133,343                |
| 2007                                     | 7. Juli  | Kyle Busch            | Chevrolet  | $ 87.425        | 255              | 139,091                |
| Winn-Dixie 250 Powered by Coca-Cola      |          |                       |            |                 |                  |                        |
| 2008                                     | 4. Juli  | Denny Hamlin          | Toyota     | $93.620         | 263              | 155,761                |
| Subway Jalapeño 250 Powered by Coca-Cola |          |                       |            |                 |                  |                        |
| 2009                                     | 3. Juli  | Clint Bowyer          | Chevrolet  | $93.695         | 255              | 122,924                |
| 2010                                     | 2. Juli  | Dale Earnhardt junior | Chevrolet  |                 |                  |                        |